# Кужељевец
Кужељевец (словен. Kuželjevec) је насељено место у општини Иванчна Горица, Средњесловенска регија, Словенија.

## Историја
До територијалне реорганизације у Словенији био је у саставу старе општине Гросупље.

## Становништво
У попису становништва из 2011. године, Кужељевец је имао 39 становника.
| Број становника према пописима | Број становника према пописима | Број становника према пописима |
| ------------------------------ | ------------------------------ | ------------------------------ |
| 1991                           | 2002                           | 2011                           |
| 31                             | 41                             | 39                             |

Напомена: Године 2008. извршена је мања размена територија између насеља Кужељевец и Лаза над Крко.